# Kramnik (Dorf)
Kramnik ist ein Dorf im Nordosten Polens in der Woiwodschaft Ermland-Masuren, am Ostrand der Rominter Heide gelegen. Es gehört zur Gemeinde (Gmina) Dubeninki (Dubeningken).
Das Dorf gehörte vor 1945 nicht zu Ostpreußen, sondern lag knapp jenseits der Grenze auf polnischem Gebiet.
Die Bevölkerung bestand bis 1945 aus Polen, (überwiegend) polnischsprachigen Deutschen, sowie Masuren. Zu dieser Zeit wies Kramnik ca. 20 Höfe auf. Während des Zweiten Weltkriegs wurde Kramnik teilweise zerstört. Die flüchtende deutsche Bevölkerung brannte zum Teil ihre Höfe selbst ab. Die Anzahl der verbliebenen Deutschen blieb sehr gering. 
In den Jahren 1975 bis 1988 gehörte Kramnik zur Woiwodschaft Suwałki. 